# Jan Abel Wassenbergh
Jan Abel Wassenbergh (gedoopt Groningen, 20 januari 1689 - Groningen, juli 1750) was een Nederlands kunstschilder.

## Leven en werk
Wassenbergh was leerling van kunstschilder Jannes van Diren. Hij werd in 1706 ingeschreven bij het gilde van schilders en glazenmakers in de stad Groningen. Van 1712 tot 1714 woonde en werkte hij als leerling van Adriaen van der Werff in Rotterdam.
Wassenbergh kreeg opdrachten voor portretten van de Groningse elite, waaronder leden van de families Hora Siccama, Gockinga en Trip. Hij was naast portretschilder vooral interieurschilder, hij maakte onder meer schoorsteen- en plafondstukken, veelal historiestukken. Ook Jans kinderen Johannes (Jan) (1716-1763) en Elisabeth Geertruida (1729-1781) werden kunstschilders. Wassenbergh was ook kunsthandelaar en lid van het kramersgilde in Groningen. Een van zijn leerlingen was Pieter Lofvers.
Van november 2006 t/m mei 2007 werd in het Groninger Museum de tentoonstelling De zilveren eeuw in Groningen georganiseerd, waarbij werk van Wassenbergh werd gecombineerd met creaties van Viktor & Rolf. Het museum beschikt over een door Wassenbergh beschilderde schouw, afkomstig uit het Feithhuis.

## Enkele werken

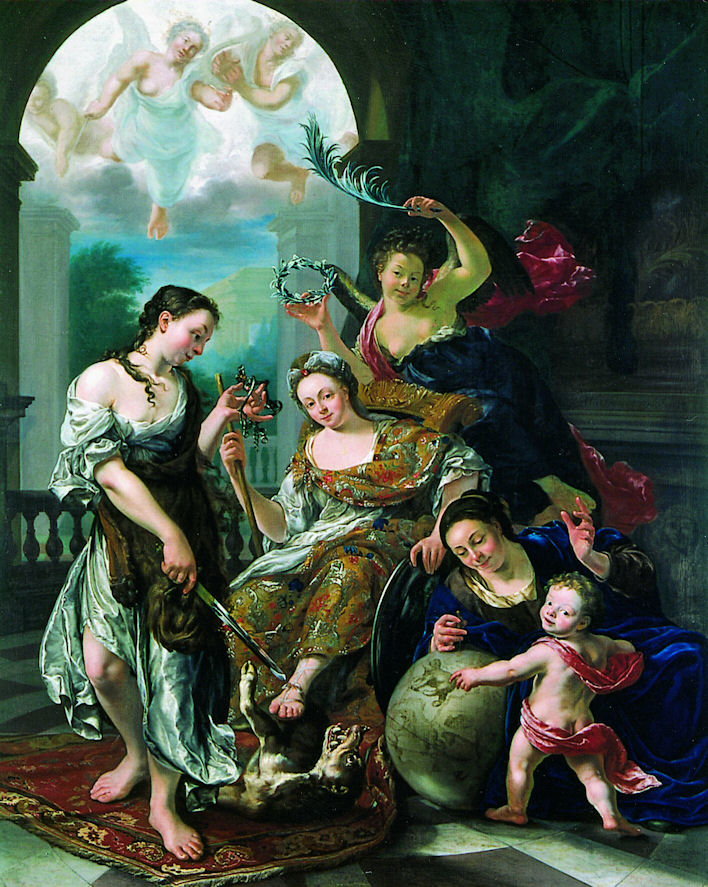
Allegorie op het goede bestuur (1729)
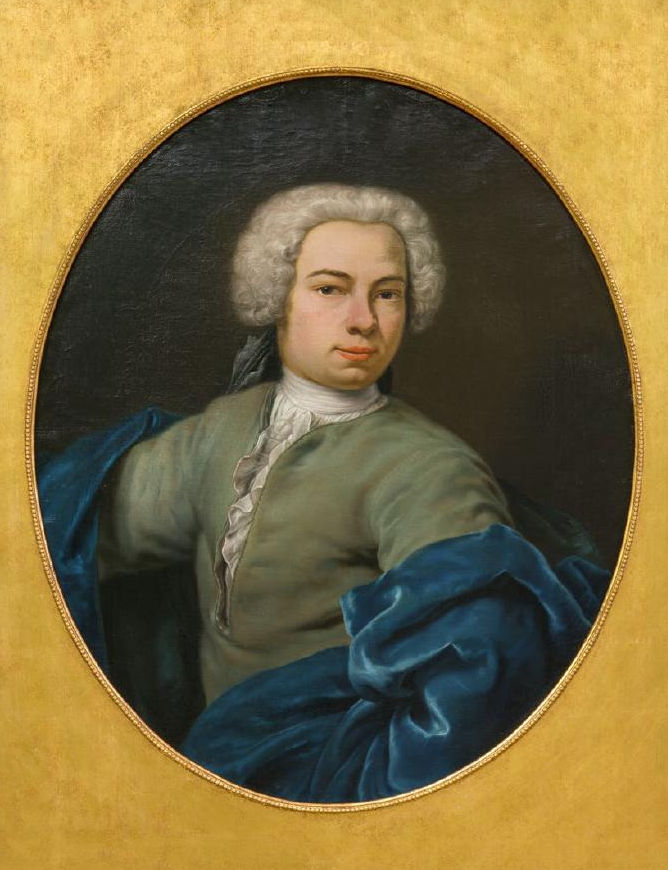
Portret van Theodorus Beckeringh (1735)
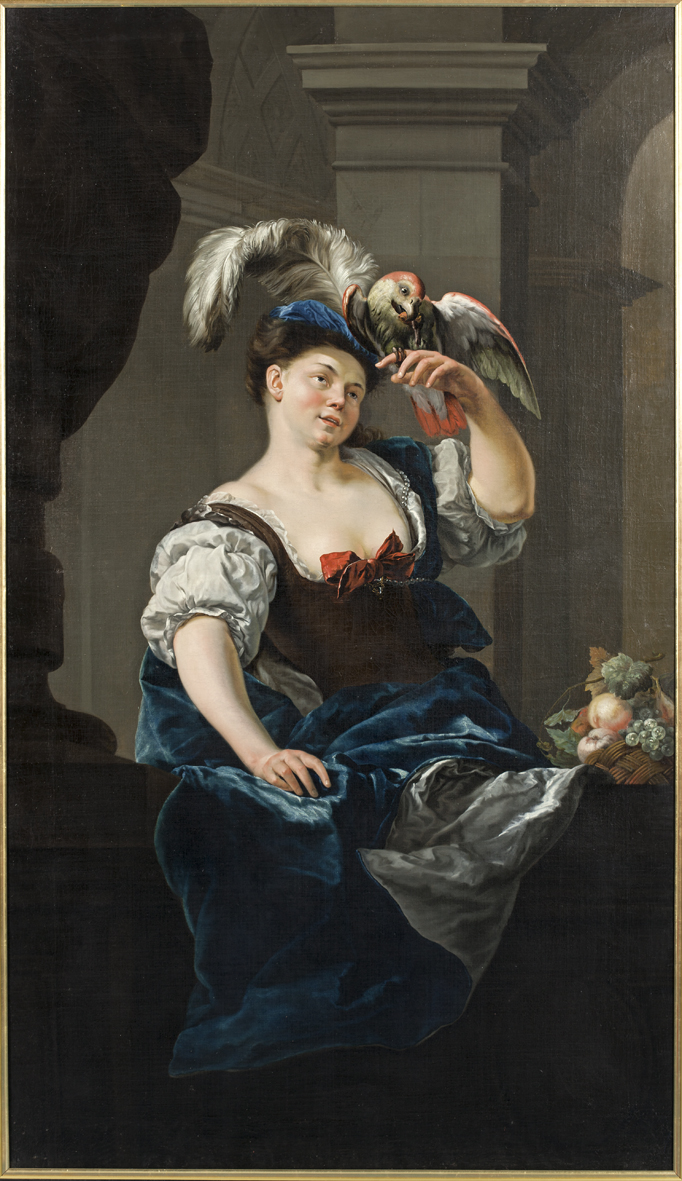
Dame met papegaai
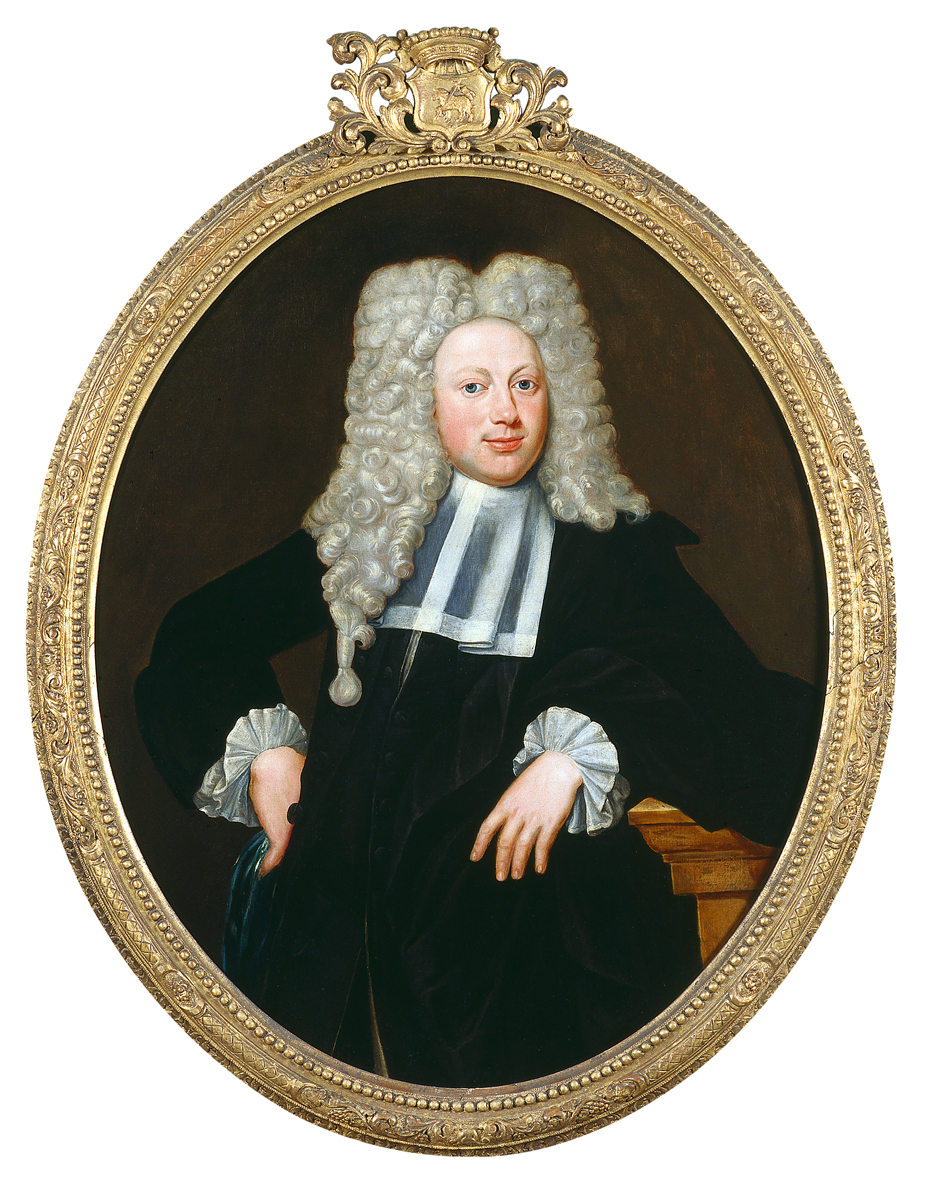
Portret van Wolter Wolthers